# 萨拉·哈德卡斯尔
萨拉·哈德卡斯尔（英語：Sarah Hardcastle，1969年4月9日—），英国女子游泳运动员。她曾代表英国参加1984年和1996年夏季奥林匹克运动会游泳比赛，其中1984年奥运会获得一枚银牌和一枚铜牌。